# José María Morelos y Pavón (El Bellote)
José María Morelos y Pavón (El Bellote) es una ranchería del municipio de Paraíso ubicado en la subregión de la Chontalpa del estado mexicano de Tabasco.

## Geografía
La localidad se ubica a 8.9 kilómetros (en dirección este) de la localidad de Paraíso, la cabecera y lugar más poblado del municipio. Se sitúa en las coordenadas geográficas 18°25′32″N 93°08′04″O / 18.425556, -93.134444, a una elevación de 0 metros sobre el nivel del mar.

## Demografía
Según el Conteo de Población y Vivienda 2020, efectuado por el Instituto Nacional de Estadística y Geografía, la localidad de José María Morelos y Pavón (El Bellote) tiene 2,315 habitantes, de los cuales 1,147 son del sexo masculino y 1,168 del sexo femenino. Su tasa de fecundidad es de 2.33 hijos por mujer y tiene 609 viviendas particulares habitadas.
| Gráfica de evolución demográfica de José María Morelos y Pavón (El Bellote) entre 1950 y 2020 |
|                                                                                               |
| INEGI.                                                                                        |